# Cylindromyrmex brasiliensis
Cylindromyrmex brasiliensis är en myrart som beskrevs av Carlo Emery 1901. Cylindromyrmex brasiliensis ingår i släktet Cylindromyrmex och familjen myror. Inga underarter finns listade i Catalogue of Life.

## Bildgalleri

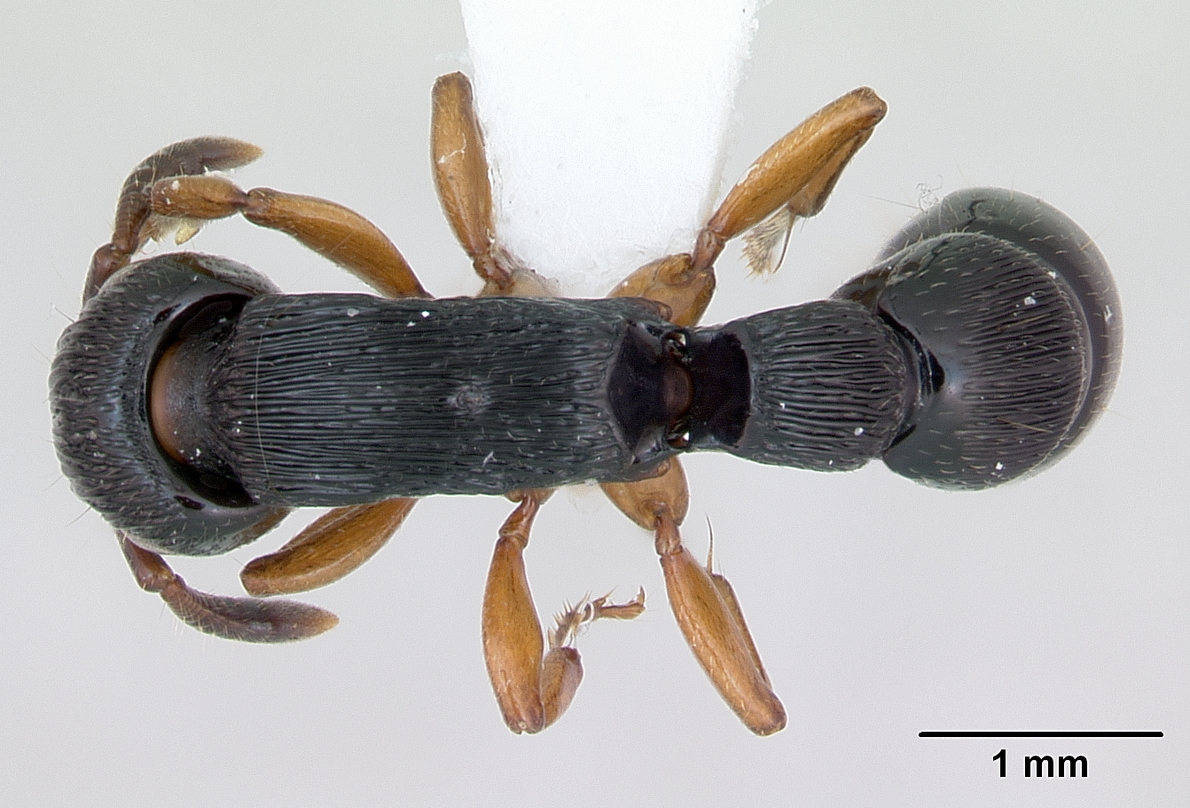
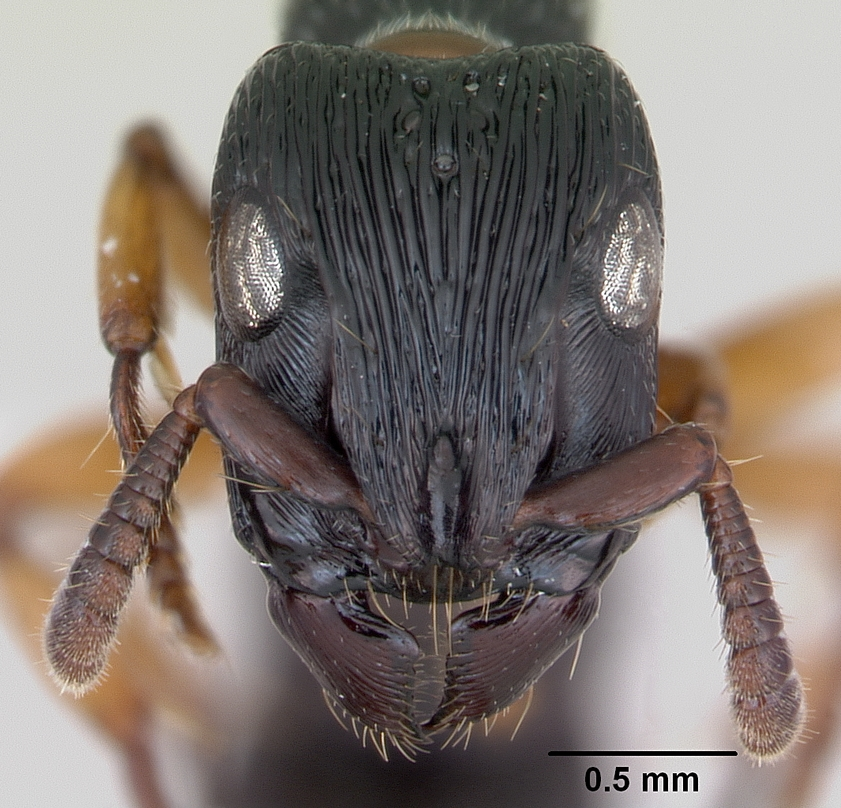
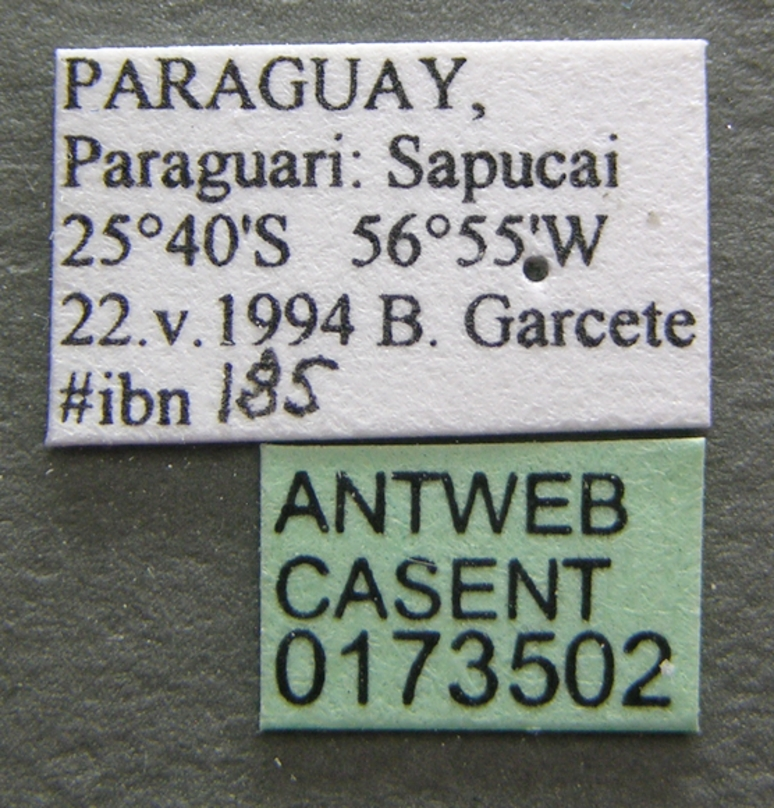
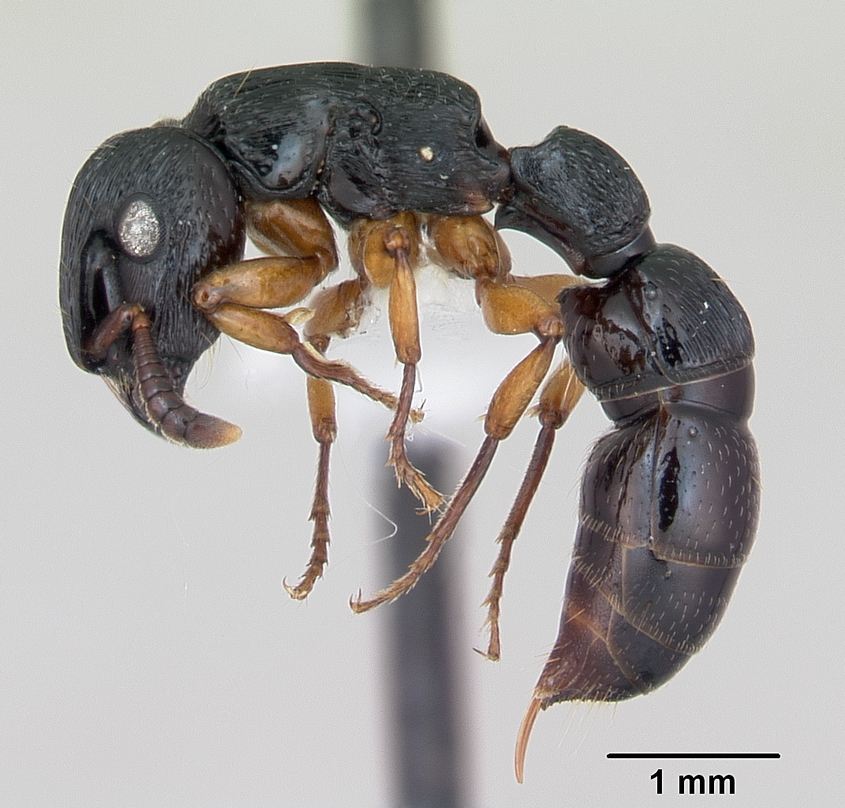